# جيمي مارتن (مغني)
جيمي مارتن (بالإنجليزية: Jimmy Martin) هو عازف قيثارة ومغني وكاتب أغاني أمريكي، ولد في 10 أغسطس 1927 في مقاطعة هانكوك في الولايات المتحدة، وتوفي في 14 مايو 2005 في ناشفيل في الولايات المتحدة بسبب سرطان المثانة.

## وصلات خارجية
- جيمي مارتن على موقع IMDb (الإنجليزية)
- جيمي مارتن على موقع ميوزك برينز (الإنجليزية)
- جيمي مارتن على موقع أول ميوزيك (الإنجليزية)
- جيمي مارتن على موقع ديسكوغز (الإنجليزية)
- جيمي مارتن على موقع قاعدة بيانات الفيلم (الإنجليزية)